# Folias
Folías fue un baile español ejecutado por una persona sola, la cual se acompañaba generalmente con castañetas. 
La música era sencilla, armoniosa y desprovista de disonancias, en un compás ternario, por cuya razón gustaba aún a los oídos menos ejercitados. Se componía de dos partes de ocho compases cada una, que se repetían con variaciones. Sobre su motivo se han compuesta una infinidad de ellas para toda clase de instrumentos en las cuales se desarrollaban poco a poco las dificultades de los mismos. 
A día de hoy, ya no están en uso las folías ni como música ni como baile.